# Strahil Popov
Strahil Venkov Popov (in bulgaro Страхил Венков Попов?; Blagoevgrad, 31 agosto 1990) è un calciatore bulgaro, difensore o centrocampista svincolato.

## Caratteristiche tecniche
Interno di centrocampo, Popov può giocare anche come terzino destro, mediano, centrocampista offensivo e ala destra, dimostrando di essere un calciatore polivalente.

## Carriera
Comincia a giocare a calcio nelle giovanili del Liteks Loveč e a 18 anni entra a far parte della prima squadra, collezionando nella prima stagione solo una presenza.
Nel luglio 2009 viene ceduto in prestito al Lokomotiv Mezdra, esordisce l'8 agosto nella partita persa 5-0 contro il Liteks Loveč, in tutto gioca 14 partite, viene poi girato in prestito al Montana dove gioca solo una partita.
Il 30 giugno 2010 ritorna al Liteks; per quasi tutta la stagione 2010-2011 rimane in tribuna, giocando solo 3 partite, ma vince il titolo. Nella seconda stagione gioca con continuità finendo spesso in tribuna; il 7 aprile 2012 esegue il suo primo assist nella partita pareggiata 2-2 contro il Minjor Pernik. Conclude la stagione nel Liteks con 18 presenze e 1 assist. Nel 2012-2013 ottiene più spazio, con 27 presenze e 1 assist. Il 21 luglio 2013 segna il suo primo gol, con un colpo di testa nella partita vinta per 4-1 contro il Nafteks Burgas, e risulta decisivo il 7 dicembre con un tiro dalla distanza nella partita vinta per 2-1 contro lo Slavia Sofia. In stagione colleziona 26 presenze e 2 gol. Nel 2014-2015 segna un gol e fornisce un assist nella partita pareggiata per 3-3 contro il Botev Plovdiv e inizia a indossare la fascia di capitano dalla terza giornata.
Il 5 gennaio 2016 si trasferisce al Kasımpaşa, club turco, per circa 750 000 euro. Il 27 ottobre 2017 segna il primo gol con la squadra, nella partita contro il Göztepe. Nel gennaio 2020 approda all'Hatayspor, con cui vince il campionato di TFF 1. Lig, ottenendo la promozione nella massima divisione turca. Due anni dopo si accasa all'Eyüpspor. Nell'estate del 2022 si accorda con l'Ümraniyespor, squadra neo-promossa nella massima serie turca.

### Nazionale
Riceve diverse convocazioni dalla Bulgaria Under-19 (8 presenze e 2 gol) e dall'Under-21 (6 presenze e 1 gol), per poi esordire in nazionale maggiore il 23 maggio 2014, nell'amichevole contro il Canada.

## Palmarès

### Club

#### Competizioni nazionali
- Campionato bulgaro: 1

Liteks Loveč: 2010-2011
- Campionato turco di seconda serie: 1

Hatayaspor: 2019-2020